# ELLIS
ELLIS (European Laboratory for Learning and Intelligent Systems) es una organización sin ánimo de lucro dedicada a promover la investigación de inteligencia artificial de alta calidad en Europa.
Se propuso por primera vez en una carta abierta en abril de 2018 a los gobiernos europeos, que declaró que Europa no se había mantenido al día con los EE. UU. Y China, e instó a los gobiernos europeos a actuar para proporcionar oportunidades para la investigación de IA de clase mundial en Europa. Se estableció el 6 de diciembre de 2018 durante la conferencia NeurIPS 2018.
El 11 de diciembre de 2019, ELLIS anunció la creación de 17 unidades ELLIS con sede en 10 países europeos (también incluido Israel). Los requisitos para estas unidades fueron fondos de al menos 1,5 millones de euros al año durante 5 años. Las propuestas de Alicante, Amsterdam, Copenhague, Darmstadt, Delft, Friburgo, Helsinki, Linz, Lausana, Lovaina, Oxford, Praga, Saarbrücken, Tel Aviv, Tubinga, Viena (IST Austria) y Zúrich fueron seleccionadas de 28 propuestas por una evaluación internacional comité.

## Junta directiva
Los miembros de la junta son:
- Bárbara Caputo
- Nuria Óliver
- Bernhard Schölkopf (presidente)
- Max Welling